# Mer de Glace
Mer de Glace (Hav af is) er en gletsjer i den nordligste del af Mont Blancmassivet i den franske del af Alperne tæt på Chamonix i Arve-dalen. Med en længde på omtrent 7 km og en maksimal dybde af 200 m er det den største gletsjer i Frankrig.

## Geografi
Gletsjeren har sin oprindelse i en højde af 4.000 m.o.h. og faldt - frem til år 2003 - til en højde af 1.500 m.o.h. Gletsjeren var engang synlig fra Chamonix, men de senere års nedsmeltning har gjort, at gletsjeren dårligt nok er synlig nedefra. Den tilføres undervejs sne og is fra flere mindre gletsjere. Mer de Glace flyder i retningen nord-nordvest.  
Mer de Glace er, som alle gletsjere, konstant underlagt naturens love, der betyder, at nedbør, især i form af sne, forøger dens størrelse, mens nedsmeltning, hovedsageligt om sommeren, får den til at svinde ind. Gletsjeren er i konstant bevægelse under indflydelse af dens egen vægt og presser smeltevandet foran sig. Dette føres af mindre vandløb ned i Arve-dalen, hvor vandløb tilflyder floden Arve.
Gletsjerens hastighed er betydelig, selv om den ikke er synlig med det blotte øje. I den øvre del har den en hastighed på ca. 120 m om året, mens den flytter sig 90 m om året i den nedre del, hvilket er omtrent 1 cm i timen.

## Transport
Mer de Glace var det første sted ved Chamonix, som var en egentlig turistattraktion. Der er anlagt en tandhjulsbane, Chemin de fer du Montenvers, der transporterer passagerer fra Chamonix og op til området ved gletsjerens udmunding. Herfra fører en svævebane næsten lodret ned i den stejle gletsjerdal. Fra svævebanen er der anlagt en gangsti det sidste stykke ned til gletsjeren, hvor det er muligt at besøge en grotte ind i isen.